# برونو فوكس (لاعب كرة قدم)
برونو فوكس (بالبرتغالية: Bruno Fuchs‏) هو لاعب كرة قدم برازيلي في مركزي قلب الدفاع والدفاع، ولد في 1 أبريل 1999 في بونتا غروسا في البرازيل. شارك مع منتخب البرازيل تحت 23 سنة لكرة القدم. أما مع النوادي، فقد لعب مع نادي إنترناسيونال.

## وصلات خارجية
- برونو فوكس على موقع الاتحاد الأوربي (الإنجليزية)
- برونو فوكس على موقع إي إس بي إن إف سي (الإنجليزية)
- برونو فوكس على موقع قاعدة بيانات كرة القدم.إي يو (الإنجليزية)
- برونو فوكس على موقع ليكيب (الفرنسية)
- برونو فوكس على موقع Soccerbase.com (لاعب) (الإنجليزية)
- برونو فوكس على موقع Soccerway.com (الإنجليزية)
- برونو فوكس على موقع عالم كرة القدم.نت (الإنجليزية)
- برونو فوكس على موقع اللجنة الأولمبية الدولية (الإنجليزية)
- برونو فوكس على موقع أوليمبيديا (الإنجليزية)
- برونو فوكس على موقع اللجنة الأولمبية البرازيلية (البرتغالية)